# Bayit VeGan

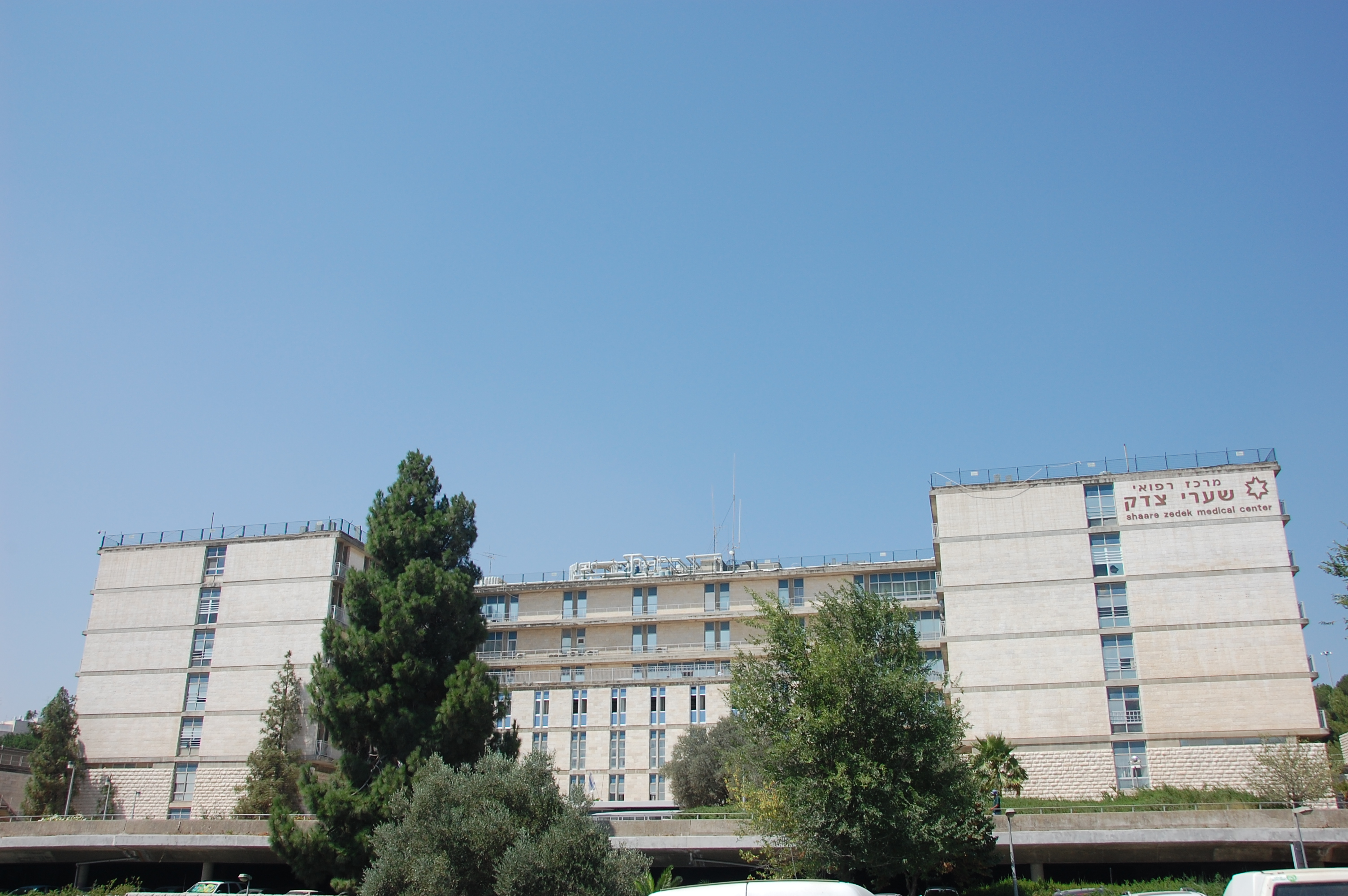
Le centre médical Shaare Zedek à Bayit Vegan.

Bayit VaGan (hébreu : בית וָגן, le nom voulant dire Maison et jardin) est un quartier situé au sud ouest de Jérusalem. Il est à l'est et à proximité du Mont Herzl et à côté des quartiers de Kiryat Hayovel et de Givat Mordechai. C'est un quartier résidentiel, le site d'importantes institutions d'enseignement et aussi du centre médical Shaare Zedek.

## Personnalités liées à Bayit VaGan
- Shlomo Zalman Auerbach
- Esther Farbstein
- Avraham Ravitz

## Institutions de Bayit Vagan
- Michlalah Jerusalem College for Women
- Centre médical Shaare Zedek
- Yechiva Kol Tora

## Rues de Bayit VaGan
- Baroukh Douvdevani